# Culex martinezi
Culex martinezi är en tvåvingeart som beskrevs av Casal och Garica 1968. Culex martinezi ingår i släktet Culex och familjen stickmyggor. Inga underarter finns listade i Catalogue of Life.